# Turbulència quàntica

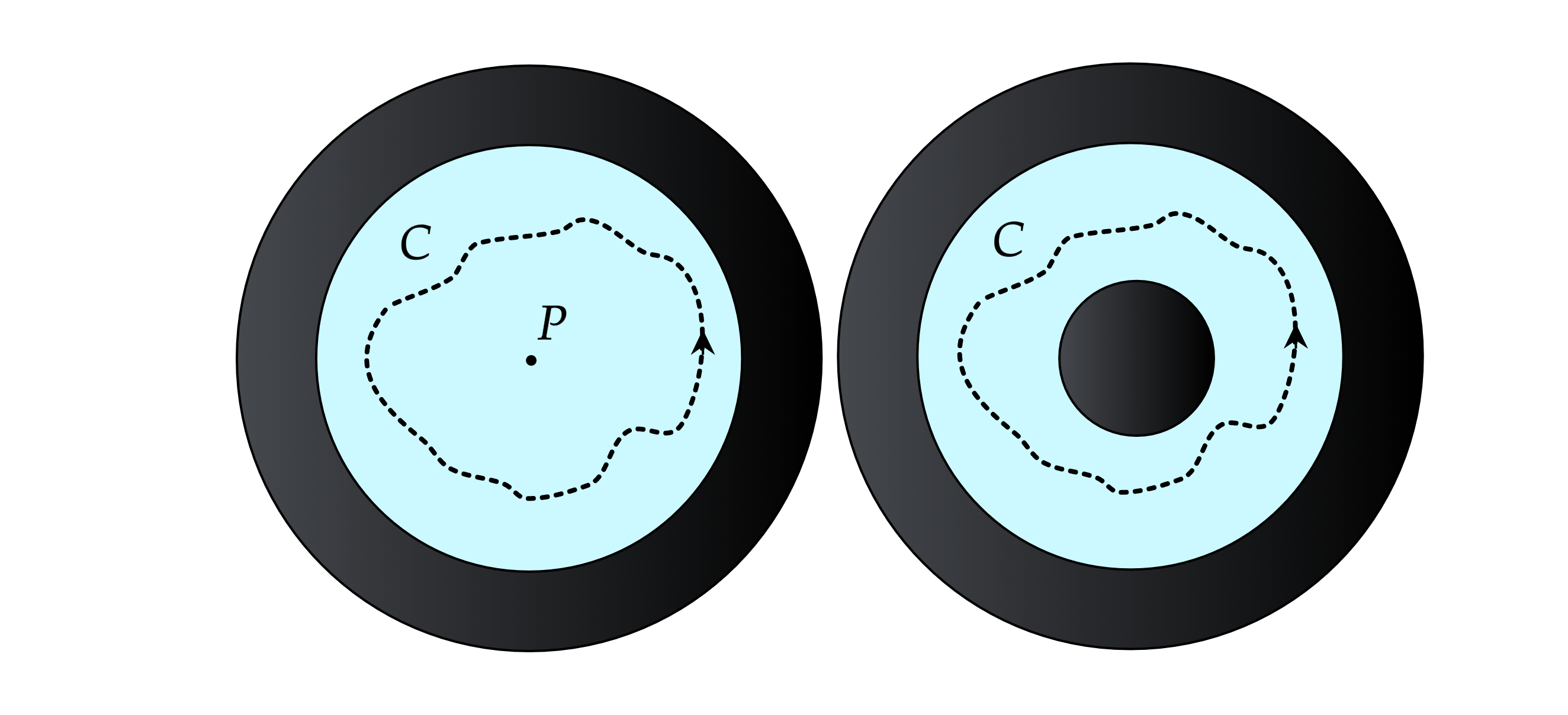
Fig 1. El diagrama esquemàtic d'un fluid (blau) en un recipient cilíndric. Esquerra: la corba traça un camí tancat en una regió simplement connectada. El camí es pot reduir fins al punt, i per tant es pot aplicar el teorema de Stokes. Per a un fluid quàntic, això indica que la circulació s'esvaeix. Dreta: la corba traça un camí tancat en una regió multiconnectada (és a dir, amb forats). El camí no es pot reduir a causa del forat i, per tant, el teorema de Stokes no es manté, donant lloc a una circulació quantificada diferent de zero. Per a un fluid quàntic, això suggereix que les estructures de vòrtex actuen com a "forats".

La turbulència quàntica és el nom que es dóna al flux turbulent -el moviment caòtic d'un fluid a cabals elevats- dels fluids quàntics, com ara els superfluids. La idea que una forma de turbulència podria ser possible en un superfluid mitjançant les línies de vòrtex quantificades va ser suggerida per primera vegada per Richard Feynman. La dinàmica dels fluids quàntics es regeix per la mecànica quàntica, més que per la física clàssica que regeix els fluids clàssics (ordinaris). Alguns exemples de fluids quàntics inclouen l'heli superfluid (4He i parells Cooper de 3He), condensats de Bose-Einstein (BEC), condensats de polaritons i pasta nuclear teoritzada per existir dins d'estrelles de neutrons. Els fluids quàntics existeixen a temperatures inferiors a la temperatura crítica {\displaystyle T_{c}} on té lloc la condensació de Bose-Einstein.

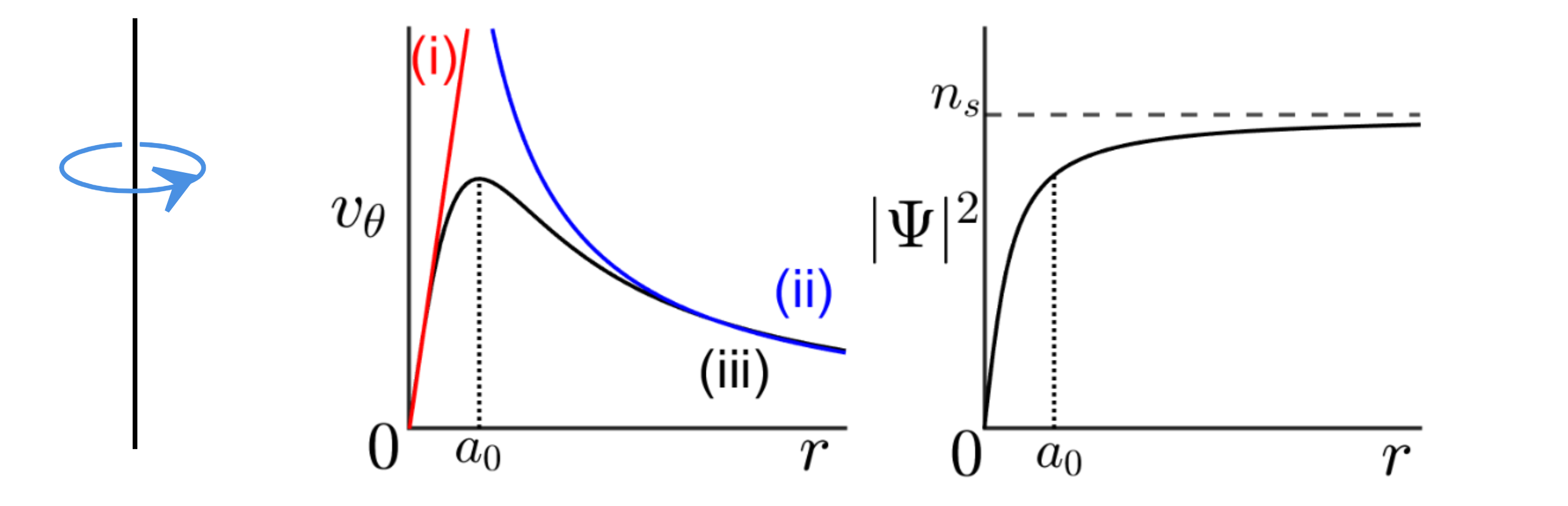
Fig 2. Esquerra: Esquema simple d'una línia recta de vòrtex en un espai tridimensional, amb circulació positiva. Mitjà: velocitat azimutal contra el radi. (i) mostra la velocitat del fluid d'una rotació de cos sòlid. (ii) mostra la velocitat del fluid d'un vòrtex tant en fluids clàssics com en fluids quàntics. (iii) una combinació de (i) i (ii) per formar un model de vòrtex de Rankine per a un tornado amb un nucli de mida. Dreta: densitat numèrica respecte al radi d'un fluid quàntic amb vòrtex. L'esgotament de la densitat es pot observar en un radi petit. La quantitat representa la densitat del fluid prou lluny del nucli del vòrtex.

## Propietats generals dels superfluids
La turbulència dels fluids quàntics s'ha estudiat principalment en dos fluids quàntics: Heli líquid i condensats atòmics. S'han fet observacions experimentals en els dos isòtops estables de l'heli, el 4He comú i el rar 3He. Aquest darrer isòtop té dues fases, anomenades fase A i fase B. La fase A és fortament anisòtropa i, tot i que té propietats hidrodinàmiques molt interessants, s'han realitzat experiments de turbulència gairebé exclusivament a la fase B. L'heli es liquida a una temperatura d'aproximadament 4K. A aquesta temperatura, el fluid es comporta com un fluid clàssic amb una viscositat extraordinàriament petita, anomenada heli I. Després d'un refredament posterior, l'heli I pateix la condensació de Bose-Einstein en un superfluid, anomenat heli II. La temperatura crítica {\displaystyle T_{c}} per a Bose-Einstein, la condensació d'heli és de 2,17 K (a la pressió de vapor saturat), mentre que només uns pocs mK per a 3He-B.

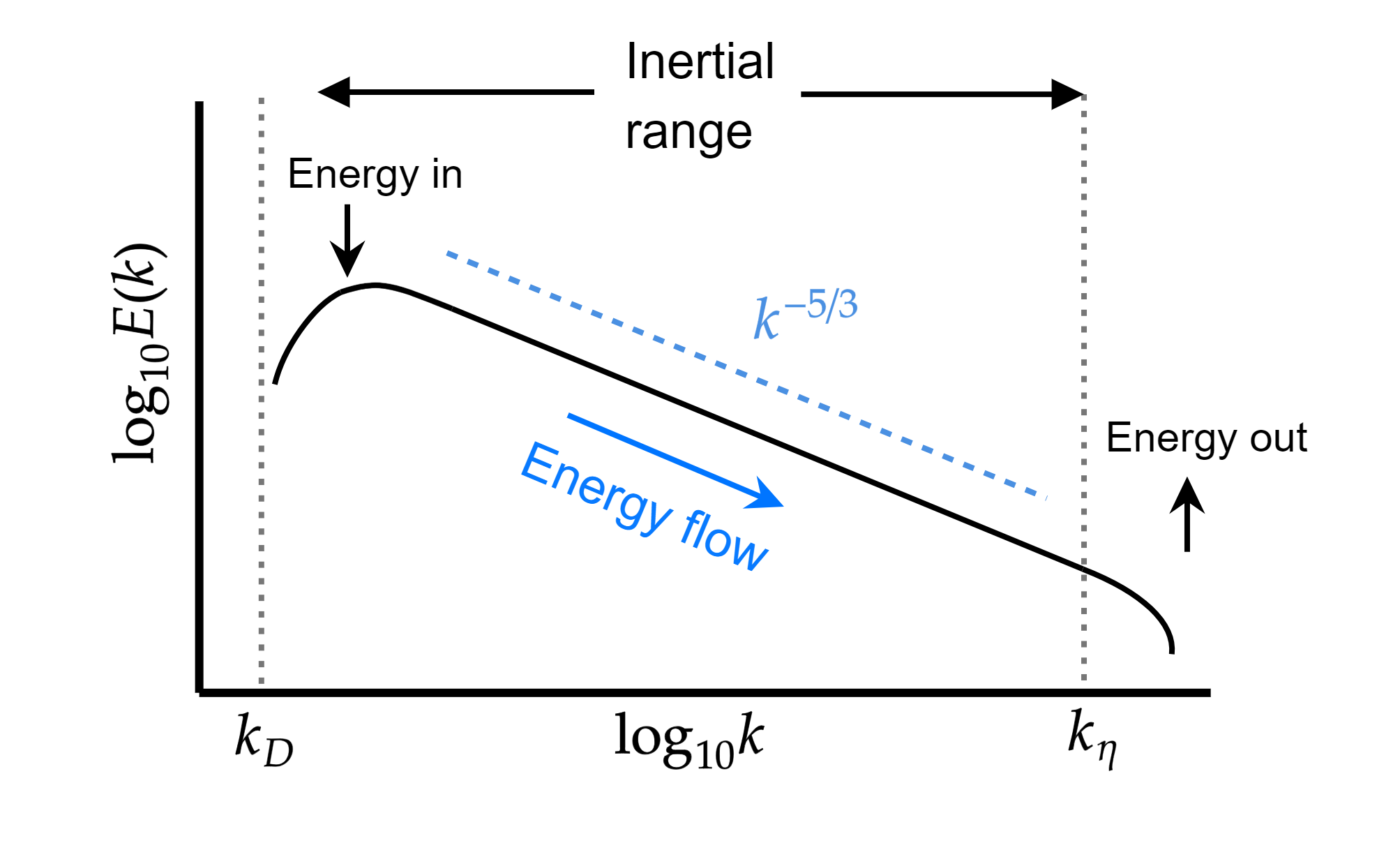
Fig 8. Diagrama esquemàtic de la cascada d'energia de Kolmogorov dins d'un túnel de vent. La injecció d'aire es produeix a on és la mida del túnel de vent. La quantitat, el nombre d'ona de Kolmogorov, és el valor en l'espai k associat a l'escala de longitud de Kolmogorov, el punt en què l'energia cinètica turbulenta es dissipa en calor.

Encara que en els condensats atòmics no hi ha tanta evidència experimental de turbulència com en l'heli, s'han realitzat experiments amb rubidi, sodi, cesi, liti i altres elements. La temperatura crítica per a aquests sistemes és de l'ordre de micro-Kelvin.

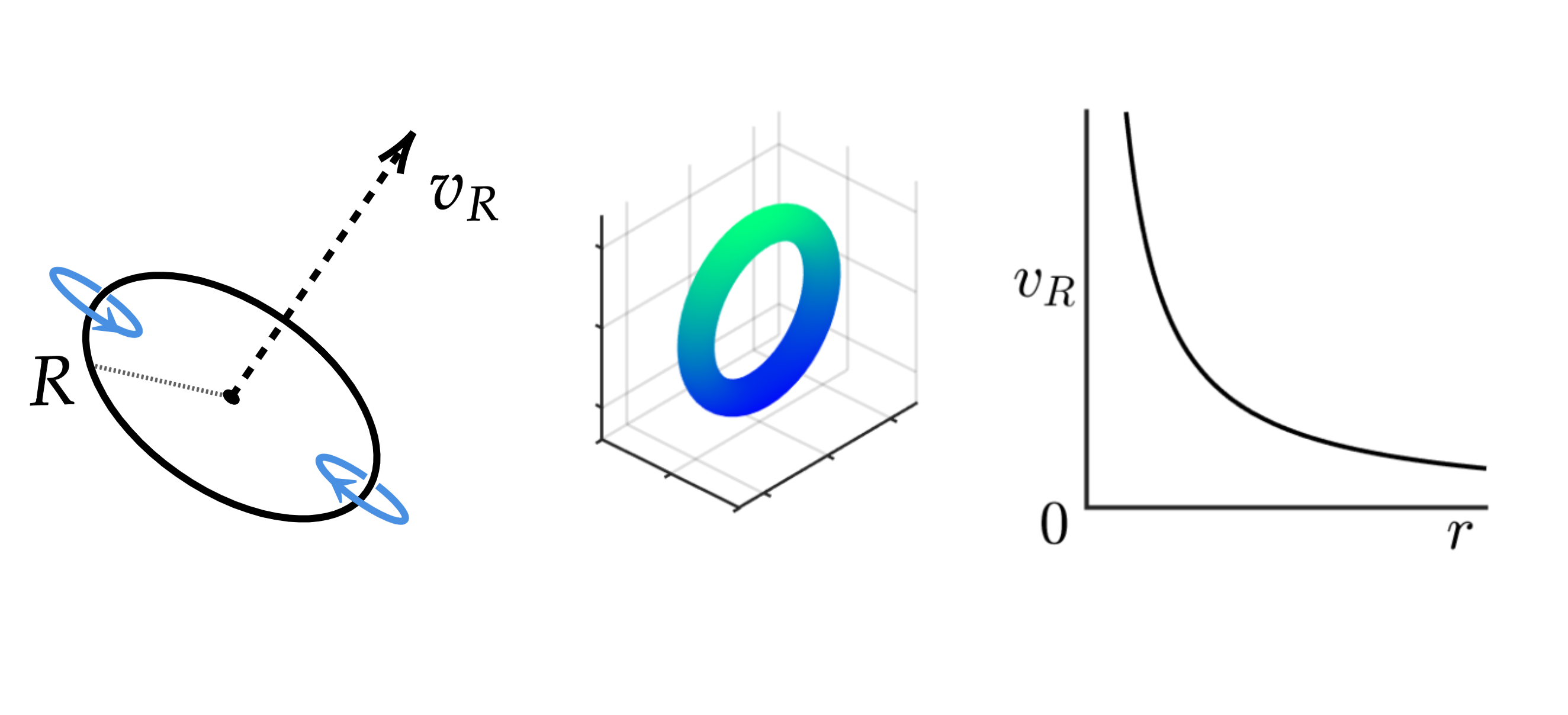
Fig 3. Esquerra: esquema d'un anell de vòrtex de radi movent-se a una velocitat. Mitjà: esquema tridimensional d'un anell de vòrtex quàntic. La velocitat de l'anell la genera el mateix anell, que es propulsa a una velocitat inversament proporcional al radi de l'anell. El gruix de l'anell és molt exagerat per tal de poder veure la forma de torus. En realitat, per a l'heli II el gruix és aproximadament. Dreta: el perfil de velocitat de l'anell de vòrtex contra la seva mida. Es pot veure una relació inversa. Això suggereix que els anells més petits es mouen a una velocitat molt més ràpida, mentre que els anells més grans es mouen a una velocitat molt més lenta.

Hi ha dues propietats fonamentals dels fluids quàntics que els distingeixen dels fluids clàssics: la superfluidesa i la circulació quantificada.

## Turbulència clàssica vs quàntica
Els experiments i les solucions numèriques mostren que la turbulència quàntica és un embolic aparentment aleatori de línies de vòrtex dins d'un fluid quàntic. L'estudi de la turbulència quàntica pretén explorar dues qüestions principals:
1. Els embolics de vòrtex són realment aleatoris o contenen algunes propietats característiques o estructures organitzades?
2. Com es compara la turbulència quàntica amb la turbulència clàssica?

Per entendre la turbulència quàntica és útil establir connexió amb la turbulència dels fluids clàssics. La turbulència dels fluids clàssics és un fenomen quotidià, que es pot observar fàcilment en el flux d'un rierol o riu, com va fer per primera vegada Leonardo da Vinci en els seus famosos esbossos. Quan obre una aixeta d'aigua, s'adona que al principi l'aigua surt de manera regular (anomenada flux laminar), però si l'aixeta s'aixeca a cabals més alts, el flux es decora amb protuberàncies irregulars, dividint-se de manera imprevisible en múltiples fils a mesura que esquitxa en un torrent en constant canvi, conegut com a flux turbulent. Leonardo da Vinci va observar i va assenyalar per primera vegada als seus quaderns privats que els fluxos turbulents de fluids clàssics inclouen àrees de fluid circulant anomenades vòrtex (o remolins).

## Generació i detecció de turbulències quàntiques

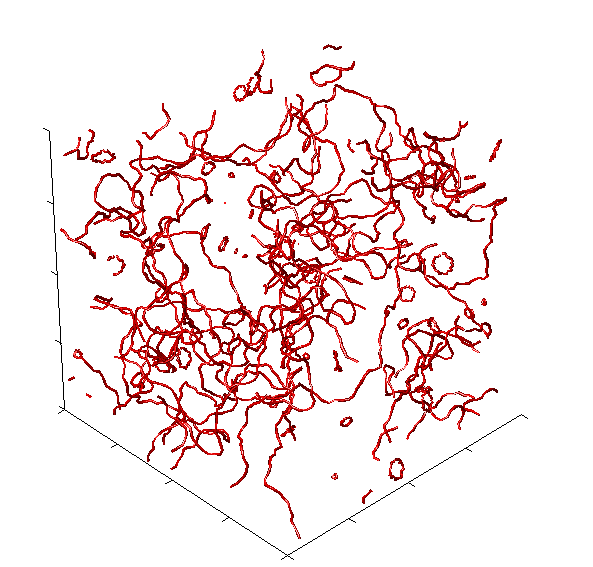
Fig 11. Un embolcall de vòrtex simulat que representa la turbulència quàntica en un volum cúbic i que mostra els vòrtexs quantificats

### Generació física de turbulències quàntiques
Hi ha una gran quantitat de mètodes que es poden utilitzar per generar un embolcall de vòrtex (visualitzat a la figura 11) al laboratori. Aquí s'enumeren pel fluid quàntic on es poden generar.

### QT en heli II
- Remolcant sobtadament una reixeta a la mostra de fluid en repòs[6][7]
- Moure el fluid al llarg de canonades o canals mitjançant manxes o bombes, creant un túnel de vent superfluid (l'experiment TOUPIE a Grenoble[8])
- Girar una o dues hèlixs dins d'un recipient; la configuració de dues hèlixs en contra-gir s'anomena "flux von Karman" (per exemple, l'experiment SHREK a Grenoble)[6]
- Creació d'ones de xoc i cavitació mitjançant l'enfocament local d'ultrasons (això permet la generació de turbulència quàntica lluny dels límits)[9][10]
- Forquilles o cables oscil·lants/vibrants[11]
- Aplicació d'un flux de calor (també anomenat "contraflux tèrmic"[12]): l'experiment prototip és un canal que està obert a un bany d'heli en un extrem i el contrari està tancat i té una resistència. Un corrent elèctric passa a través de la resistència i genera calor òhmica; la calor s'allunya de l'escalfador cap al bany pel component de fluid normal, mentre que el superfluid es mou cap a l'escalfador de manera que el flux de massa net és zero quan el canal es tanca. Una velocitat relativa {\displaystyle v_{ns}=|v_{n}-v_{s}|} (contracorrent) dels dos components del fluid es configura d'aquesta manera que és proporcional a la calor aplicada. Per sobre d'un petit valor crític de la velocitat de contracorrent, es genera un embolcall turbulent de vòrtex.
- Injectar anells de vòrtex (els anells es generen injectant electrons que formen una petita bombolla d'uns 16 Angstroms de mida que són accelerades per un camp elèctric, fins que, en superar la velocitat crítica, l'anell de vòrtex es nuclea)[13]

### QT en3He-B i condensats atòmics
En 3 He-B, la turbulència quàntica es pot generar per la vibració dels cables. Per als condensats atòmics, la turbulència quàntica es pot generar sacsejant o oscil·lant la trampa que confina el BEC i imprimint en fase els vòrtexs quàntics.

### Detecció de turbulències quàntiques
En la turbulència clàssica, normalment es mesura la velocitat, ja sigui en una posició fixa contra el temps (típic dels experiments físics) o al mateix temps en moltes posicions (típic de les simulacions numèriques). La turbulència quàntica es caracteritza per un embolcall desordenat de línies de vòrtex (individuals) discretes.